# Harapainen
Harapainen est le quartier numéro 15 et une zone statistique de Lappeenranta en Finlande.

## Présentation
Le quartier est en périphérie sud du centre ville entre la valtatie 6 et la voie ferrée de Carélie,.
Harapainen est composé de maisons individuelles et de quelques bâtiments résidentiels construits dans les années 1990 et 2000,.
Le quartier comporte, entre autres, le terrain de football de Harapainen, le centre commercial Myllykeskus et la zone industrielle de Harapainen,.